# Frank Tonche
Frank Tonche – amerykański muzyk, pierwszy perkusista zespołu Minutemen.
Po rozwiązaniu przez D. Boona i Mike'a Watta grupy The Reactionaries muzycy chcieli, by perkusistą w ich nowej formacji został do niedawna kolega z zespołu George Hurley, który dołączył jednak do eksperymentalnego zespołu z Hollywood, Hey Taxi!. Tonche, zatrudniony ówcześnie jako spawacz i grający amatorsko w zespole The Polish Eagle Polka Band, został przyjęty w zastępstwie.
Pobyt Tonche w zespole trwał ok. sześć miesięcy, podczas których nagrał z zespołem kilka pierwszych utworów i zagrał kilka kameralnych koncertów. Odszedł z formacji w czerwcu 1980 swój wybór argumentując rozczarowaniem i zmęczeniem "agresywnym stylem bycia" fanów muzyki punk. Do zespołu dołączył Hurley, który wraz z zespołem już 20 lipca 1980 nagrał EP Paranoid Time.
W 1993 wytwórnia Forced Exposure wydała EP Georgeless, jedyne nagranie zachowane z okresu pobytu Tonche w zespole.